# Stary Łążek
Stary Łążek – część wsi Łążek w Polsce, położona w województwie świętokrzyskim, w powiecie sandomierskim, w gminie Łoniów. Wchodzi w skład sołectwa Łążek.
W latach 1975–1998 Stary Łążek administracyjnie należał do województwa tarnobrzeskiego.